# Baardheere

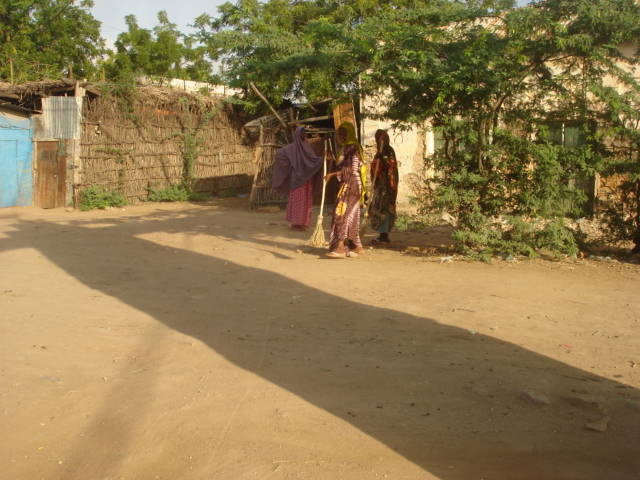
Straßenreinigung in Baardheere

Baardheere (Somali für „große Palme“, von baar Palme und dheere lang/groß/hoch; auch Bardera, Bardhere, Bārđēre oder Bardeera geschrieben) ist eine Stadt im Südwesten Somalias. Sie liegt im Landesinneren am Fluss Jubba – der die Stadt durchfließt – in der Region Gedo, nahe der Grenze zu Kenia. Baardheere hat etwa 32.000 Einwohner, die verschiedenen Somali-Clans angehören, darunter Ajuran, Rahanweyn und verschiedene Unterclans der Darod.

## Geschichte
Die Stadt gilt als Zentrum islamischer Ausbildung. In der ersten Hälfte des 19. Jahrhunderts führte ein Scheich von Baardheere aus einen Dschihad, indem er ab 1819 Tabak und Volkstänze verbot und den Frauen vorschrieb, Gesichtsschleier zu tragen. Auch den Elfenbeinhandel untersagte er, da der Elefant ein unreines Tier (haram) sei. Ab den 1830er-Jahren nahm dieser Dschihad expansionistische Züge an, was zum Konflikt mit dem Geledi-Sultanat führte, das damals die führende Macht in Südsomalia war. 1843 ließ der Sultan schließlich die befestigte Stadt Baardheere von 40.000 Kriegern belagern und anschließend niederbrennen. Die große Palme, nach der die Stadt benannt war und die noch stand, wurde auf Befehl des Sultans gefällt. Die Bewohner flohen oder wurden getötet. Für zwanzig Jahre blieb die Stelle unbewohnt, bis ein Scheich aus dem Clan der Eelay Baardheere neu gründete.
Nach Ausbruch des somalischen Bürgerkrieges 1991 wuchs die Stadt zunächst durch den Zustrom von Binnenvertriebenen stark an und wurde zum Standort von „Hungerlagern“ während der Hungersnot Anfang der 1990er-Jahre. Später flohen viele Vertriebene und Bewohner weiter nach Kenia.
2008 übernahmen Islamisten die Kontrolle über Baardhere. Am 22. Juli 2015 besetzten reguläre somalische und Truppen der Afrikanischen Union die Stadt.

## Wirtschaft
In der Umgebung wird am Jubba Ackerbau betrieben. Bei Baardheere war der Bau eines großen Staudamms geplant, der die Anbaufläche um 30 Prozent erweitern soll.

## Persönlichkeiten
- Abdiweli Sheikh Ahmed (* 1959), Politiker